# Église Saint-Jean-Baptiste-de-La-Salle de Reims
 (août 2024).
Si vous disposez d'ouvrages ou d'articles de référence ou si vous connaissez des sites web de qualité traitant du thème abordé ici, merci de compléter l'article en donnant les références utiles à sa vérifiabilité et en les liant à la section « Notes et références ».
L’église Saint--Jean-Baptiste-de-La-Salle est une église paroissiale de Reims, Avenue Jean-Jaurès construite  au cours du dernier quart du XIXe siècle en raison d'une augmentation significative du nombre des habitants de ce quartier.

## Histoire
Il y eut une première chapelle à partir de 1880 à 1891, le quartier Jean-Jaurès s'agrandissant. La première église dépendait de la paroisse de st-André elle est située au 182 rue Jean-Jaurés.
Le cardinal Langénieux posait la première pierre le 24 juin 1890 et fut consacrée le 28 juillet 1895. Pendant la Première Guerre mondiale, elle fut bombardée par les Allemands mais les réparations ne furent achevées que pendant les années trente et inaugurée le 3 octobre 1937.

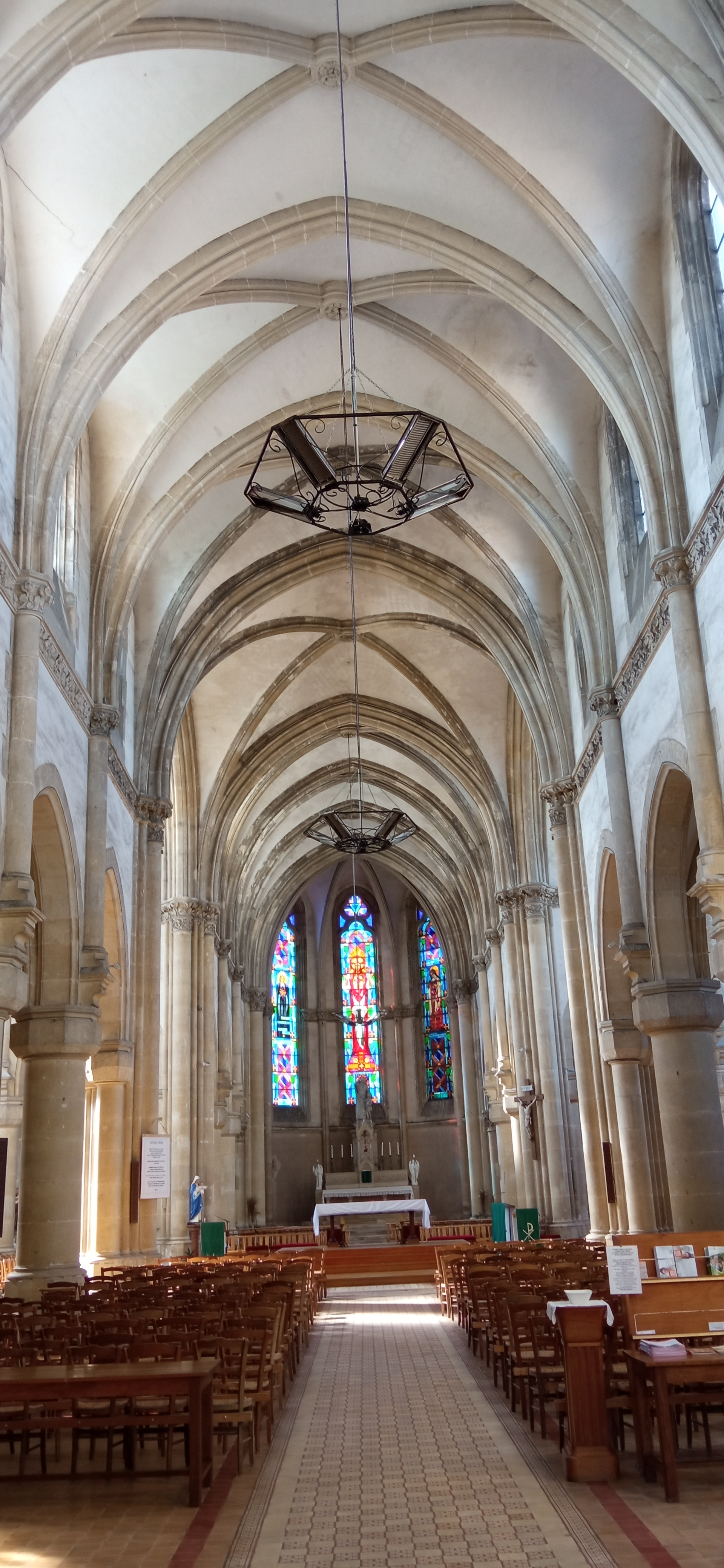
La nef vers l'autel principal ;
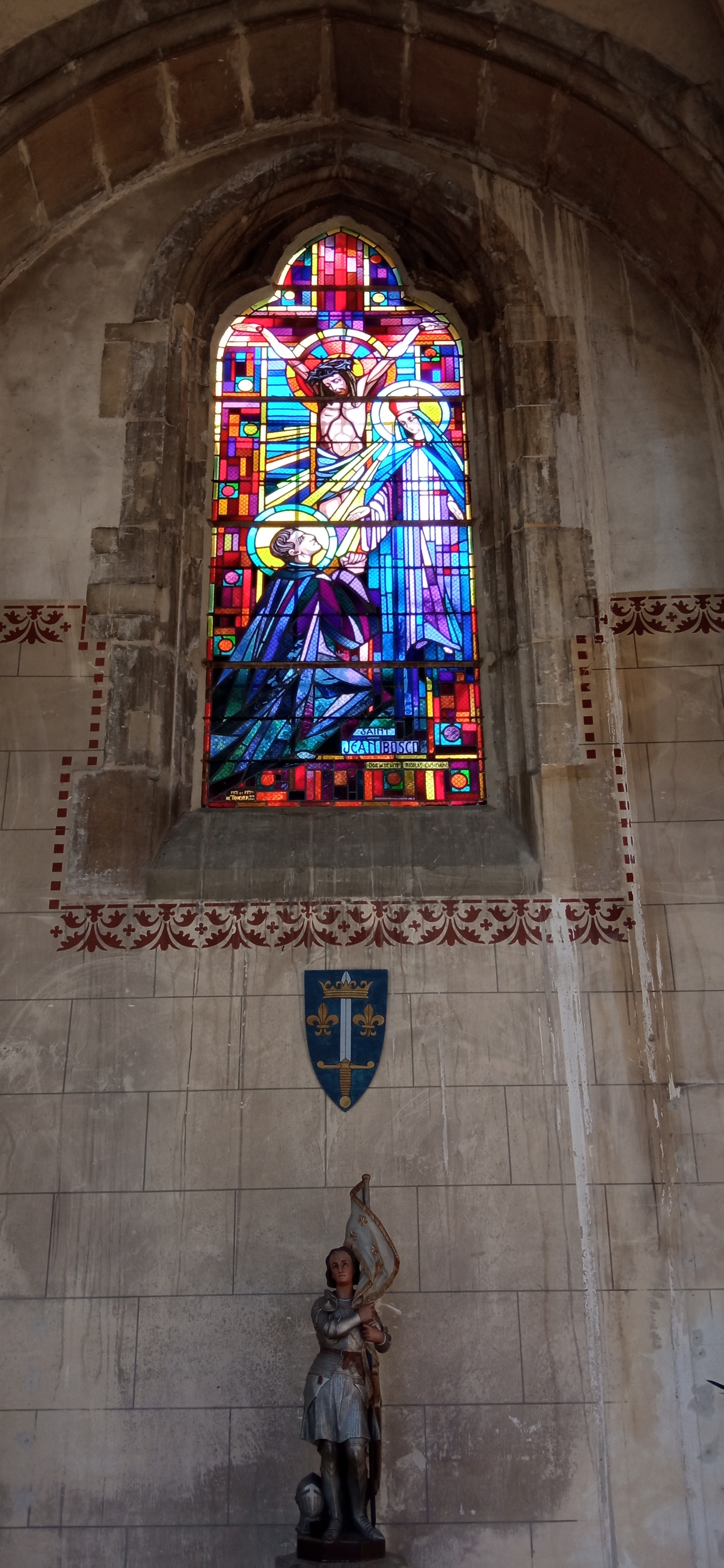
Jeanne d'Arc ;
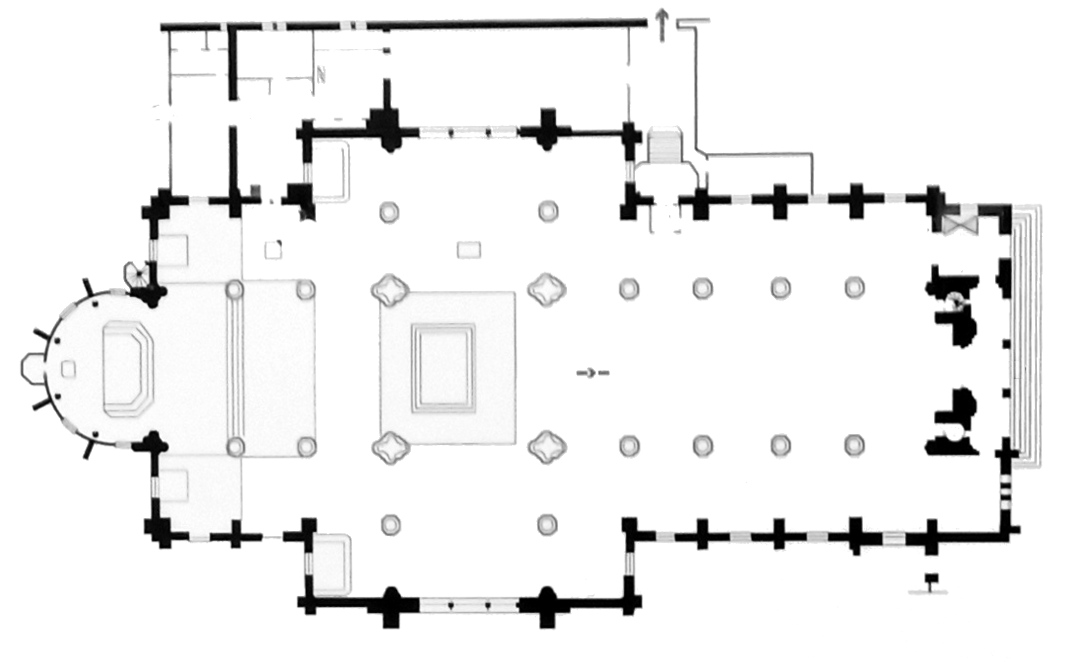
en plan ;
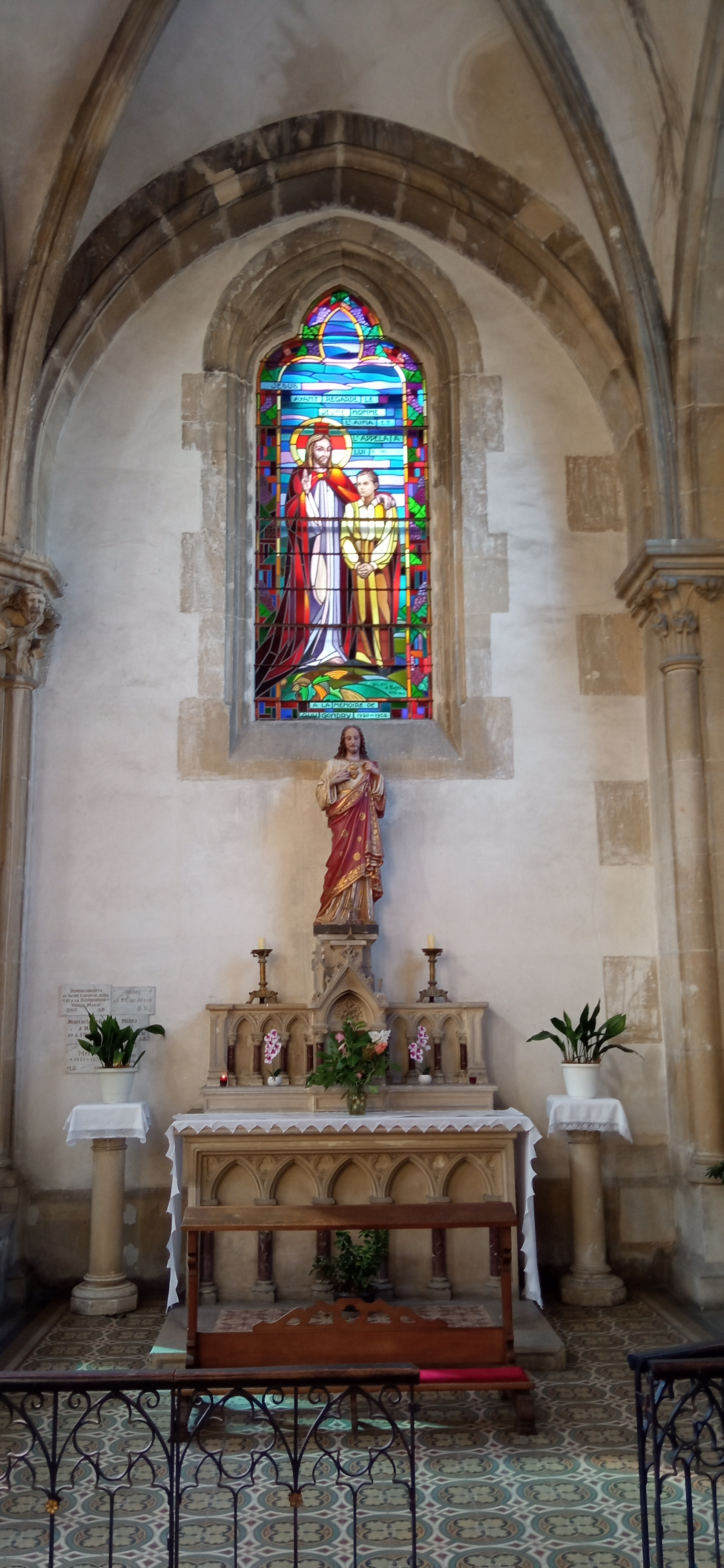
autel du sacré cœur de Jésus ;
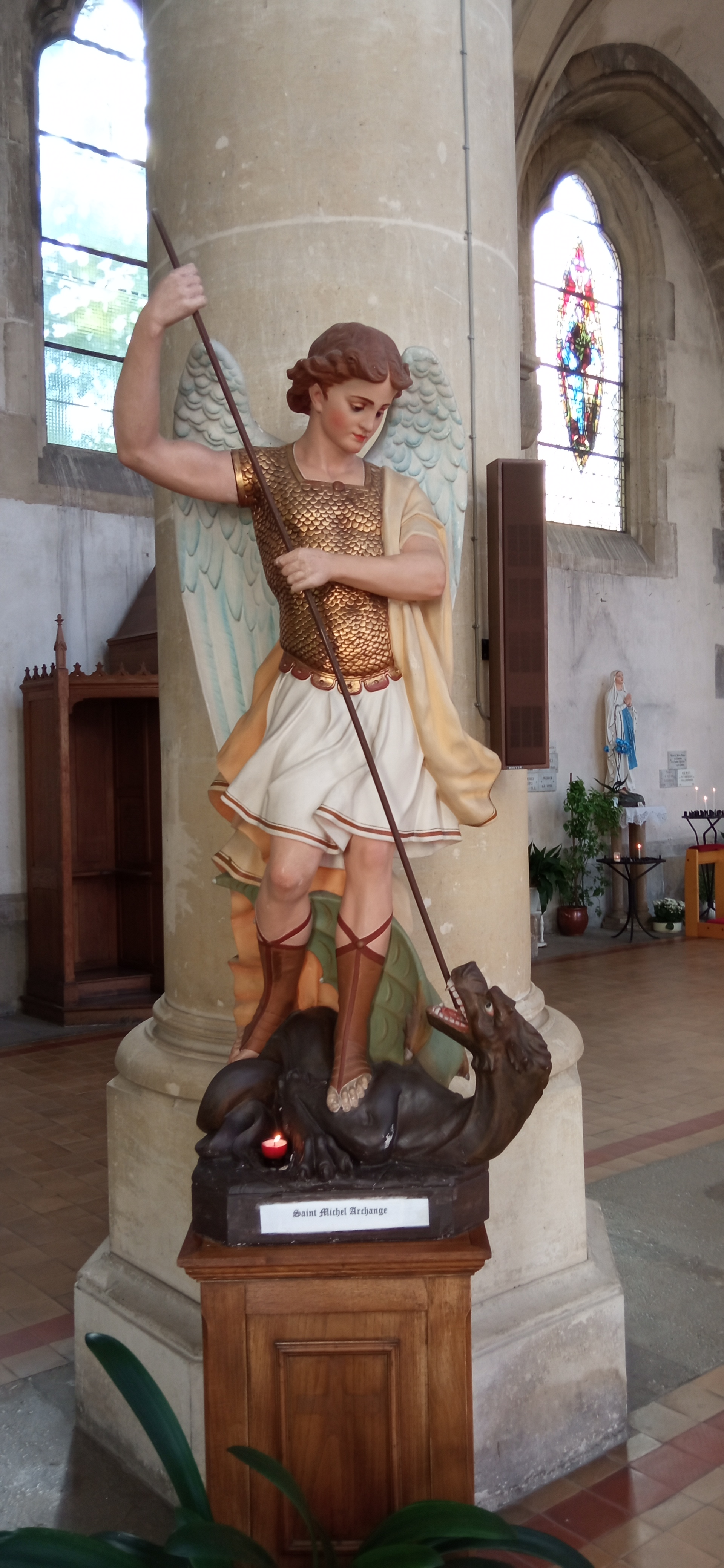
Michel archange.
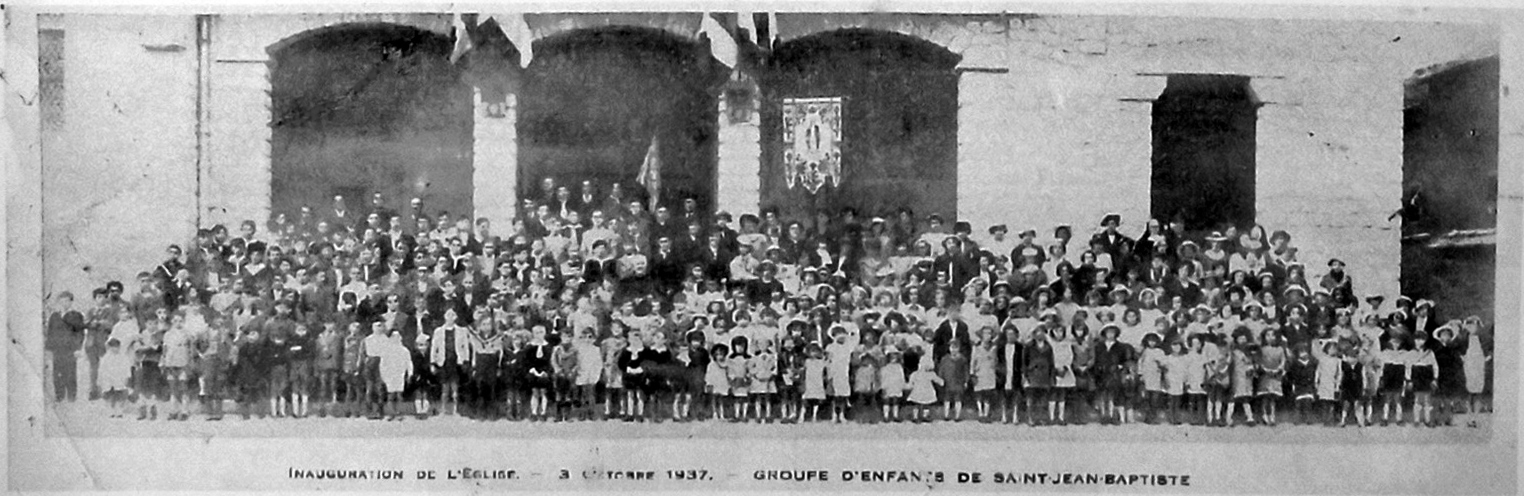
L'église le 3 octobre 1937.